# Judo na Letních olympijských hrách 2016 – ženy – polotěžká váha
Zápasy v judu na Letních olympijských hrách v Riu v kategorii polotěžkých vah žen proběhly v hale Carioca Arena 2 v přilehlé části Ria de Janeira v Barra da Tijuca 11. srpna 2016.

## Finále
| finále            |                   |
| ----------------- | ----------------- |
| Kayla Harrisonová | Kayla Harrisonová |
| Audrey Tcheuméová | Kayla Harrisonová |

## Opravy / O bronz
Poražení čtvrtfinalisté se utkávají mezi sebou v opravách. Vítězové oprav následně vyzvou poražené semifinalisty v boji o bronzovou medaili.
| opravy              | o bronz             |                     |
| ------------------- | ------------------- | ------------------- |
| Abigél Joóová       | Yalennis Castillová | Mayra Aguiarová     |
| Yalennis Castillová | Yalennis Castillová | Mayra Aguiarová     |
|                     | Mayra Aguiarová     | Mayra Aguiarová     |
| Natalie Powellová   | Luise Malzahnová    | Anamari Velenšeková |
| Luise Malzahnová    | Luise Malzahnová    | Anamari Velenšeková |
|                     | Anamari Velenšeková | Anamari Velenšeková |

## Pavouk
|   | 1/32                       | 1/16                   | čtvrtfinále         | semifinále          | finále            |
| - | -------------------------- | ---------------------- | ------------------- | ------------------- | ----------------- |
| A | volný los                  | Kayla Harrisonová      | Kayla Harrisonová   | Kayla Harrisonová   | Kayla Harrisonová |
| A | volný los                  | Kayla Harrisonová      | Kayla Harrisonová   | Kayla Harrisonová   | Kayla Harrisonová |
| A | volný los                  | Čang Če-chuej          | Kayla Harrisonová   | Kayla Harrisonová   | Kayla Harrisonová |
| A | volný los                  | Čang Če-chuej          | Kayla Harrisonová   | Kayla Harrisonová   | Kayla Harrisonová |
| A | volný los                  | Mami Umekiová          | Abigél Joóová       | Kayla Harrisonová   | Kayla Harrisonová |
| A | volný los                  | Mami Umekiová          | Abigél Joóová       | Kayla Harrisonová   | Kayla Harrisonová |
| A | Pürevdžargalyn Lchamdegd   | Abigél Joóová          | Abigél Joóová       | Kayla Harrisonová   | Kayla Harrisonová |
| A | Abigél Joóová              | Abigél Joóová          | Abigél Joóová       | Kayla Harrisonová   | Kayla Harrisonová |
| B | volný los                  | Marhinde Verkerková    | Yalennis Castillová | Anamari Velenšeková | Kayla Harrisonová |
| B | volný los                  | Marhinde Verkerková    | Yalennis Castillová | Anamari Velenšeková | Kayla Harrisonová |
| B | volný los                  | Yalennis Castillová    | Yalennis Castillová | Anamari Velenšeková | Kayla Harrisonová |
| B | volný los                  | Yalennis Castillová    | Yalennis Castillová | Anamari Velenšeková | Kayla Harrisonová |
| B | volný los                  | Anamari Velenšeková    | Anamari Velenšeková | Anamari Velenšeková | Kayla Harrisonová |
| B | volný los                  | Anamari Velenšeková    | Anamari Velenšeková | Anamari Velenšeková | Kayla Harrisonová |
| B | volný los                  | Viktorija Turksová     | Anamari Velenšeková | Anamari Velenšeková | Kayla Harrisonová |
| B | volný los                  | Viktorija Turksová     | Anamari Velenšeková | Anamari Velenšeková | Kayla Harrisonová |
| C | volný los                  | Audrey Tcheuméová      | Audrey Tcheuméová   | Audrey Tcheuméová   | Audrey Tcheuméová |
| C | volný los                  | Audrey Tcheuméová      | Audrey Tcheuméová   | Audrey Tcheuméová   | Audrey Tcheuméová |
| C | volný los                  | Sol Kjong              | Audrey Tcheuméová   | Audrey Tcheuméová   | Audrey Tcheuméová |
| C | volný los                  | Sol Kjong              | Audrey Tcheuméová   | Audrey Tcheuméová   | Audrey Tcheuméová |
| C | volný los                  | Natalie Powellová      | Natalie Powellová   | Audrey Tcheuméová   | Audrey Tcheuméová |
| C | volný los                  | Natalie Powellová      | Natalie Powellová   | Audrey Tcheuméová   | Audrey Tcheuméová |
| C | volný los                  | Sarah-Myriam Mazouzová | Natalie Powellová   | Audrey Tcheuméová   | Audrey Tcheuméová |
| C | volný los                  | Sarah-Myriam Mazouzová | Natalie Powellová   | Audrey Tcheuméová   | Audrey Tcheuméová |
| D | volný los                  | Mayra Aguiarová        | Mayra Aguiarová     | Mayra Aguiarová     | Audrey Tcheuméová |
| D | volný los                  | Mayra Aguiarová        | Mayra Aguiarová     | Mayra Aguiarová     | Audrey Tcheuméová |
| D | volný los                  | Miranda Giambelliová   | Mayra Aguiarová     | Mayra Aguiarová     | Audrey Tcheuméová |
| D | volný los                  | Miranda Giambelliová   | Mayra Aguiarová     | Mayra Aguiarová     | Audrey Tcheuméová |
| D | volný los                  | Luise Malzahnová       | Luise Malzahnová    | Mayra Aguiarová     | Audrey Tcheuméová |
| D | volný los                  | Luise Malzahnová       | Luise Malzahnová    | Mayra Aguiarová     | Audrey Tcheuméová |
| D | Hortense Vanessa Mballaová | Daria Pogorzelecová    | Luise Malzahnová    | Mayra Aguiarová     | Audrey Tcheuméová |
| D | Daria Pogorzelecová        | Daria Pogorzelecová    | Luise Malzahnová    | Mayra Aguiarová     | Audrey Tcheuméová |